# Titu Maiorescu
Pour les articles homonymes, voir Maiorescu.
 (octobre 2011).
Si vous disposez d'ouvrages ou d'articles de référence ou si vous connaissez des sites web de qualité traitant du thème abordé ici, merci de compléter l'article en donnant les références utiles à sa vérifiabilité et en les liant à la section « Notes et références ».
Titu Maiorescu (15 février 1840, Craiova - 18 juin 1917, Bucarest) est une figure de la renaissance culturelle roumaine, avocat, essayiste, critique littéraire, franc-maçon, homme d'État, ministre de l'intérieur et membre fondateur de l'Académie roumaine et de la société littéraire Junimea. Auteur de la théorie sociologique des « formes sans fond », il a été le chef de file de la société littéraire Junimea et la « pierre angulaire » sur laquelle repose l’œuvre de Mihai Eminescu, de Ion Luca Caragiale et de Ioan Slavici. 
Par ses critiques littéraires, il a largement contribué au développement culturel de la Roumanie dans la seconde moitié du XIXe siècle. Il enseigna à l'Université Alexandru Ioan Cuza de Iași, la plus ancienne du pays, fondée en 1860 par un décret d'Alexandru Ioan Cuza.
Membre du Parti conservateur, il a été ministre des affaires étrangères entre 1910 et 1914 puis président du Conseil des ministres du Royaume de Roumanie de 1912 à 1914. Il a représenté la Roumanie lors de la conférence de paix de 1913 à Bucarest qui mit un terme à la seconde guerre balkanique.
Tant en littérature qu'en politique et par affinités civilisationnelles, il penchait plutôt vers l'Allemagne que vers la France. Il s'opposa à l'entrée de la Roumanie dans la Première Guerre mondiale aux côtés des Alliés, mais refusa également de collaborer avec l'armée allemande après qu'elle eut envahi le pays.

## Biographie

### Jeunesse

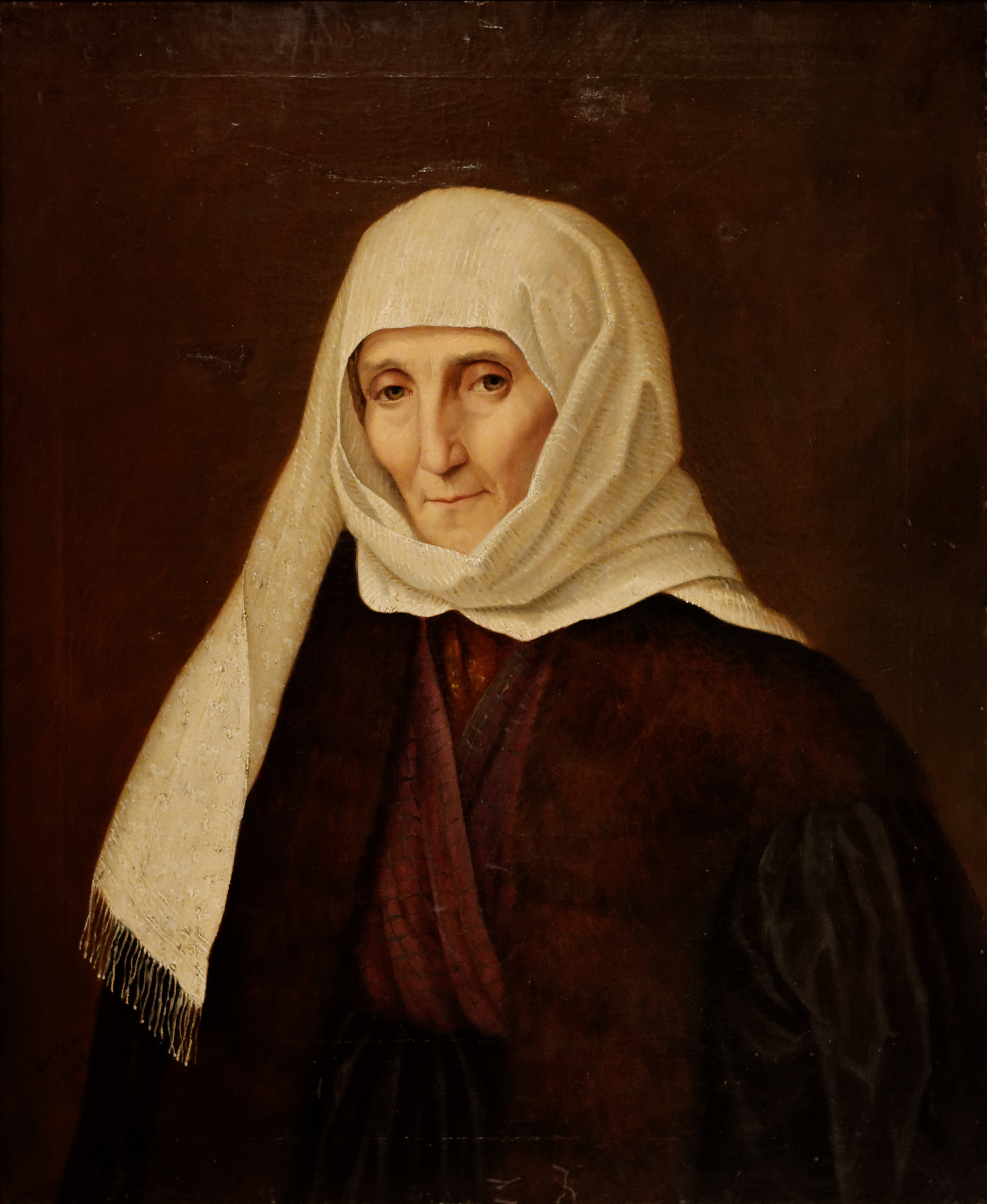
Maria Maiorescu, mère de Titu Maiorescu, par Constantin Lecca (1846).

Titu Maiorescu naît à Craiova (Roumanie), le 15 février 1840. Il est le premier enfant de Ioan Maiorescu et de Maria Popazu. Son père avait été une personnalité prééminente de la vie politique et culturelle de la Transylvanie.
Titu Maiorescu suit les cours de l’école primaire de Craiova. Là, il prend des leçons de calligraphie avec le peintre Constantin Lecca (en) et il fait usage des connaissances en latin acquises de son père. Pendant la Révolution, il arrive avec sa famille à Sibiu, et puis, par l’intermédiaire d’Avram Iancu, à Blaj et enfin à Brașov.

### Les études au Theresianum
En 1851, Maiorescu s’établit à Vienne, où son père remplit la fonction d’interprète auprès du Ministère de Justice. En octobre, il s’inscrit à l’Académie de la reine Thérèse (dite aussi Theresianum). Les frais de scolarité sont couverts par le monarque Barbu Stirbei. 
Dans cette période, il commence la rédaction de ses Notes quotidiennes (tenues jusqu’en juillet 1917, en 42 cahiers qui se trouvent aujourd’hui à la Bibliothèque de l’Académie Roumaine et à la Bibliothèque centrale d’État) qui constituent une source précieuse pour la compréhension de Maiorescu en tant qu’homme. Ses notes nous brossent un Maiorescu qui, dès son adolescence, se révèle un caractère fort, ambitieux, aimant l’ordre, passionné par la culture. Il cherche à s’affirmer, par ses capacités intellectuelles, devant ses camarades autrichiens, qui, provenant de familles aristocratiques, le traitent avec dédain. 
Grâce à son Journal, on connaît le programme de travail que Maiorescu s’imposa pendant ses années d’étude. À 15 ans, par exemple, sa journée de travail commençait à 6 h 30 et finissait vers 23 h 30, avec une petite pause de déjeuner. Il se donnait pour tâche de travailler 200 lignes en latin et 100 lignes en grec, il s'attachait aussi à apprendre des chapitres entiers de grammaires latine, grecque, française et anglaise, il tâchait de s'exercer à la flûte, de s’accorder une demi-heure de dessin et de faire ses quatre exercices de mathématiques quotidiens. Des listes substantielles de titres de spectacles et des lectures viennent compléter ses études. Là, figurent, entre autres, Shakespeare, Kotzebue, Schiller, Goethe, Lessing, Rossini, Mozart, Donizetti, Meyerbeyer, Virgile et Homère.
Ce programme de travail ahurissant n’arrive pas pour autant à colmater un certain vide intérieur. « A la maison, comme ci, comme ça. Avec maman, comme toujours, pas mal ; avec ma sœur je ne n’échange que les paroles absolument nécessaires; quant à papa, encore pire; s’il me donne quelque chose à travailler, je le fais; finis; s’il me gronde, je me tais et je m’en fous; si j’ai fait quelque chose de mal, j’ai des remords; mais voilà qu’en général il me gronde parce qu’il est de mauvaise humeur et il ne sait pas comment décharger sa bile. »
Le succès qu’il remporte en 1858, quand il finit ses études à Theresianum en tant que chef de promotion, constitue le corollaire de ses efforts et de sa volonté remarquable.

### À Berlin et à Paris
La hâte qu’il manifeste dans l’obtention de diplômes universitaires (après une seule année d’études à Berlin, il passe le doctorat de Philosophie, mention magna cum laude, à Giessen; au bout d’une autre année, il obtient la licence ès Lettres et Philosophie à la Sorbonne), ne nuit pas au sérieux qu’il attache à ses études.
À côté de son activité universitaire, pendant son séjour à Berlin, Maiorescu enseigne la psychologie dans des pensionnats privés et la langue française dans la maison Kremnitz. Là, il enseigne le français aux quatre enfants de la famille: Klara (sa future épouse), Hélène, Wilhelm (le futur Dr W. Kremnitz, mari de Mite Kremnitz) et Hermann.

### De retour au pays
Pendant l’été de 1862, il est assigné suppléant au Tribunal d’Ilfov, ensuite procureur. Il épouse son élève, Klara Kremnitz. En novembre/décembre, il devient professeur à l’Université de Iaşi et directeur du collège central de la même ville.
En 1863 on lui confie le cours d’histoire à l’Université, sur le thème L’histoire de la République Romaine de l’introduction des tribuns des plébéiens à la mort de Jules César: développement économique et politique. De février à septembre, Maiorescu remplit la fonction de doyen à la Faculté de Philosophie de Iaşi. Le 18 septembre 1863, il est élu recteur de l’Université de Iaşi pour une période de quatre ans. En octobre, il est nommé directeur de l’École normale Vasile Lupu de Iaşi. Là, il enseigne la pédagogie, la grammaire roumaine et la rédaction. Il introduit chez nous le stage pédagogique des élèves.

### Junimea
La société littéraire Junimea prend naissance en 1863, à Iaşi, à l’initiative d’un groupe d’intellectuels revenus au pays après des études à l’étranger : P.P. Carp (docteur en droit à Bonn et traducteur de Shakespeare), Jacob Negruzzi (docteur en droit à Heidelberg et futur secrétaire de Junimea), Vasile Pogor (futur docteur en droit à Paris, traducteur de poésie française: Baudelaire, Leconte de Lisle, Th. Gautier, V. Hugo), Theodor Rosetti (docteur en droit à Berlin, beau-frère du souverain Cuza) et Maiorescu, comme chef de file. 
Véritable institution de la culture roumaine, Junimea a été, pendant des décennies, le laboratoire de création des plus grands écrivains, critiques littéraires et savants de l’époque. Ceux-ci trouvaient dans le climat des réunions ou dans la revue Convorbiri literare (Conversations littéraires), parue le 1er mars 1867, une occasion « ouverte » d’affirmer et de commenter leurs œuvres. L’histoire littéraire a beaucoup débattu, dès l’apparition du phénomène, des caractéristiques de Junimea, sa dimension culturelle et politique ambiguë sa contribution à l’évolution de l’esprit critique, à l’éducation publique du goût et à l’acte de création proprement dit; néanmoins, le rôle immense que cette société a joué dans la culture roumaine a été reconnu à l’unanimité. 
En évoquant la période du commencement de Junimea, Gh. Panu montre que la société était alors divisée en trois groupes, selon les formations différentes : le courant allemand (Maiorescu, Eminescu, Pogor, Bodnareanu), français (Vargolici, Serbanescu) et même latiniste (Miron Pompiliu, Burla). « À l’époque, à Junimea, toute la philosophie allemande, en commençant par Fichte, Hegel, Kant, et surtout Schopenhauer, était en vogue. Le rationalisme pur, le bouddhisme, la migration des âmes dans la doctrine de la métempsycose, l’hégélianisme et toutes ses déductions logiques, tout se croisait chez les adeptes, provoquant des confusions étonnantes. ». 
Les junimistes s’évertueront à intégrer la culture roumaine dans l’orbite de l’esprit européen, tout en encourageant l’épanouissement du spécifique national.
Les objectifs de Junimea
- Les réunions hebdomadaires: tables rondes d’une haute tenue intellectuelle, organisées autour de thèmes culturels ayant trait à l’esthétique, à la philologie, à l’histoire, à la morale, à la religion, aux sciences.
- Prelectiunile populare (les conférences populaires): conférences dominicales qui contribuaient à la diffusion des idées junimistes.
- Initiatives institutionnelles: la création d’une typographie propre en 1865.
- Recherche de jeunes talents qu’ils envoyaient à l’étranger pour qu’ils y fassent leurs études. Des bourses, offertes par Junimea, ont bénéficié, parmi d’autres, à M. Eminescu, à I. Slavici, à Al. D. Xenopol, à Gh. Panu et à D. Dan Teodorescu.
- Essor de l’esprit critique, philosophique et rhétorique.

## L'esprit critique

### L’enseignement et la langue nationale
Le docteur en philosophie commence son œuvre par les fondements: l’enseignement et la langue nationale, son rêve en tant que ministre de l’Instruction publique étant celui d’élaborer une nouvelle loi de l’enseignement. « De l’apprentissage de la langue roumaine dans les écoles primaires doit commencer notre régénération culturelle » souligne-t-il dans l’Annuaire de 1863-1864. Il formule cet impératif, en partie à cause de son idéal pédagogique et civique, mais surtout à la suite de l’évaluation du mauvais état des choses dans le système d’enseignement de l’époque. « La langue roumaine est mutilée dans nos écoles ». Du coup, la première manifestation de son esprit critique sera l’analyse des manuels de grammaire. Ensuite, il rédigea un compendium intitulé les Règles de la langue roumaine à l’intention des débutants.
L’ample étude "De l’écriture de la langue roumaine" (1866) est conçue comme une répartie lancée aux écoles étymologique et phonétique. La question de l’orthographe était à l’ordre du jour après l’adoption de la loi qui prévoyait le passage de l’alphabet cyrillique à l’alphabet latin (1860).
Ses principes linguistiques sont de bon sens: « Une méthode, avant d’être phonétique, étymologique ou phonético-etymologique, doit en premier lieu être logique ». Maiorescu était au courant des théories linguistiques européennes. Son point de départ était que la langue était comme un organisme et qu’on ne pouvait y intervenir selon la simple volonté des philologues; la langue a ses raisons internes, sa loi suprême étant l’usage. Le système orthographique proposé par Maiorescu, qui sera adopté par l’Académie en 1880, se caractérise par un « phonétisme tempéré par des nécessités étymologiques ». 
Dans le domaine lexical, Maiorescu a plusieurs orientations à combattre: le purisme latiniste, l’analogisme, le germanisme, l’italianisme.

### Contre l’orientation actuelle de la culture roumaine
L’article paru le 1er décembre 1868 dans Convorbiri literare dénonce l’orientation de la culture roumaine dans son ensemble. La théorie développée ici sera connue comme la théorie des formes sans fond. Celle-ci accuse la culture roumaine d’avoir emprunté à la civilisation occidentale des institutions sans avoir préalablement développé l’esprit qui les sous-tend, leur substance. « Bien avant de posséder une culture au-dessus de l’éducation offerte dans les écoles, on a fait des athénées roumains et des associations culturelles. Avant d’avoir un brin d’activité scientifique originale, on a créé la Société académique roumaine, avec une section de philologie, une section d’histoire et d’archéologie et une section de sciences naturelles et ce faisant, on a falsifié l’idée d’académie (…). En apparence, jugeant selon les statistiques des formes extérieures, les Roumains détiennent aujourd’hui à peu près toute la civilisation occidentale (…). En réalité, tout cela n’est que prétentions sans fondements, fantômes sans corps ». Face à cette « maladie », Maiorescu propose deux remèdes:
 - Critiquer et écarter les médiocrités de la vie publique
 - Edifier la culture roumaine moderne à partir d’un commencement absolu
 « Car un peuple peut survivre sans culture, s’il garde l’espoir qu’au moment approprié de son évolution, cette manifestation bienfaisante de la vie humaine y fera elle aussi son apparition; au contraire, un peuple ne saurait survivre avec une culture fausse ». 
Avec de tels principes, Maiorescu se déclare pour le progrès qui se dirige du bas vers le haut, c'est-à-dire, du fond à la forme.

## Le concept de littérature chez Maiorescu

### Le classicisme chez Maiorescu
Le goût de Maiorescu est celui d’un homme de formation classique. Son classicisme n’apparaît pas comme un ajout et ne devient pas « manière », par contre, il est assimilé de façon « organique », il devient « nature » et laisse son empreinte sur toutes les manifestations de Maiorescu: on le retrouve dans son idéal pédagogique (la formation de caractères et d’intelligences objectives), dans sa doctrine éthique et culturelle, adepte de l’évolution « organique », naturelle, dans l’« esprit critique », dans ses jugements sur l’art et la littérature etc. Son profond classicisme s’est particulièrement manifesté dans la décence avec laquelle il se conduisait en société: il n’étalait rien de son intimité dans les rapports avec ses amis, où l’affection était comprimée et exprimée avec discrétion; pas d’effusions sentimentales et pas de gaspillage de grands mots; le plaisir de la conversation conviviale et de salon, enfin, l’art d’être « honnête homme ». En conclusion, on pourrait parler de Maiorescu comme d’un classique plutôt typique.

#### Le culte de la forme
Le critique n’a jamais cessé de recommander la netteté de la forme et de faire état des négligences rencontrées sur ce terrain, quel que soit l’auteur (y compris Eminescu, bien qu'il s’agisse d’un Eminescu de vingt ans). Du coup, l’accent est mis, dans tous ses articles critiques, sur la langue. La forme, n’est pas, dans l’acception maiorescienne, un aspect secondaire, un cosmétique, mais le composant essentiel de l’art, lequel, en filtrant et structurant la matière, la rend immortelle. Comme la plupart des classiques roumains, il a été chassé par l’idéal de la forme parfaite (la sainteté de la forme). « Dans l’univers heureux de l’art, le temps perd son pouvoir et sa signification et celui qui, élevé dans sa sphère, a su enfanter la belle forme, a certainement trouvé la voie vers l’immortalité. »

#### La sérénité
« L’art est serein et doit rester serein même quand il exprime le désespoir ». À partir de cette exigence, il ne va pas goûter à certains des grands prosateurs réalistes et naturalistes qui, d’après lui, mettaient en lumière la misère de la vie sans la transfigurer. « Ils nous ont assez accablés (de façon unilatérale, donc fausse) les prétendus réalistes -Flaubert -Zola- Maupassant- de laideur, de tristesse, d’affliction », écrit Maiorescu à Duiliu Zamfirescu. Et, convoitant un souffle frais après ces ténébreux, il suggère au romancier de faire en sorte que l’action de son roman, La vie à la campagne, tourne bien.

#### L’impersonnalité
Dans la cristallisation de l’idéal classique de Maiorescu, un rôle important revient à l’art et à la littérature gréco-latine. Parmi les aspects qu’il appréciait particulièrement chez les maîtres de l’Antiquité se range leur capacité à s’élever au-dessus de la subjectivité, de sorte que leurs œuvres donnent une voix à l’humain et à l’universel et non pas au vécu d’un individu isolé, déterminé. Autrement dit, ils sont impersonnels.
À l’âge de la maturité, la rencontre avec la philosophie schopenhauerienne vient comme une confirmation et une catalyse de ce qu’il avait acquis par la fréquentation du classicisme grec, latin et goethéen: l’art détiendrait le privilège de soustraire le créateur (et son contemporain) à la tyrannie de la volonté et, par conséquent, de l’égoïsme.

### Le concept de poésie
Maiorescu commence son activité de critique littéraire par une tentative de définir la poésie. O cercetare critica asupra poeziei române de la 1867 (Essai critique sur la poésie roumaine de 1867) répond à une double nécessité: celle de mettre à la disposition des lecteurs de poésie un guide sans prétentions, mais utile à distinguer la valeur de la nullité, et celle d’entreprendre une opération de tri dans l’abondante flore de versificateurs répandus dans les gazettes et les recueils. Il s’agit d’une étude d’esthétique et de critique appliquée, car la démarche théorique est illustrée à tout endroit par des exemples: positifs (puisés dans la grande poésie universelle de Homère jusqu'à Goethe et les romantiques allemands, ainsi qu’aux réussites des poètes roumains consacrés, Alecsandri, Bolintineanu etc. et aux chefs-d’œuvre de la culture lyrique populaire), et négatifs, tirés des barbouillages diffusés en grand nombre à l’époque. Ce qui est poésie croise, dans la démonstration, ce qui n’en est pas, aussi bien sous un rapport théorique qu’illustratif.
Le point de départ de l’Essai est constitué par un postulat hégélien utilisé par Maiorescu dès 1860, dans sa conférence intitulée La tragédie française et la musique de Wagner, où il reprenait la définition donnée à l’art par le philosophe allemand: « le beau n’est rien d’autre que le parfait agencement entre l’idée et l’apparence sensible ». De là dérivent les deux « conditions » de la poésie: la condition matérielle et la condition spirituelle. 
On souligne aussi la modernité de l’idée d’originalité affirmée dans cette étude. Maiorescu se situe à cet égard sur une position différente du mimesis qui dominait la poésie traditionnelle.

#### «La condition matérielle»
La poésie, comme tous les arts, est appelée à exprimer le beau, à la différence de la science, qui s’occupe de la vérité. La première et la plus grande différence entre la vérité et le beau, c’est que la vérité comprend seulement des idées, alors que le beau contient des idées manifestées dans une matière sensible (…). La première condition pour qu’il y ait de la poésie, qu’elle soit lyrique, épique ou dramatique, est une condition matérielle ou mécanique : elle doit réveiller, par les paroles, des images sensibles chez l’auditeur». Pour ce faire, on doit sortir de l’abstraction et donner de l’expressivité aux mots par l’intermédiaire des tropes.

#### «La condition idéale de la poésie»
La distinction entre poésie et science se poursuit sur le plan du contenu. À la différence du scientifique, le poète n’exprime pas des idées, mais des sentiments et des passions, car la science est le produit de la raison, tandis que la poésie est et doit être le produit de la fantaisie. D’un autre côté, la poésie (et l’art en général) est gratuite, une noble inutilité, comme disait Mme de Staël, citée par Maiorescu, alors que les autres préoccupations de l’esprit humain ont une finalité utilitaire; la poésie incarne le général humain, elle s’adresse à tout le monde; la science, dans la sphère de laquelle entre aussi la politique, ne constitue que la préoccupation d’une partie de la société; la poésie serait éternelle, la science passagère. Ainsi, «l’amour, la haine, la tristesse, le bonheur, le désespoir, la colère etc. sont des objets poétiques; le savoir, les préceptes moraux, la politique etc. font l’objet des sciences et jamais des arts; le seul rôle qu’ils peuvent jouer dans la représentation du beau est de servir d’occasion à l’expression du sentiment et de la passion, thèmes éternels des beaux arts ».

## La critique littéraire

### Les fondements de la critique esthétique
Jusqu'à Maiorescu on ne peut parler que d’essais sporadiques de critique littéraire roumaine. Ayant encore tout à faire, la génération de 1848 s’est essayée aussi au commentaire littéraire. Eliade, Kogalniceanu, Russo, Barit etc., et un peu plus tard Odobescu, Hasdeu, Radu Ionescu ont également manifesté une certaine préoccupation pour la théorie et la critique littéraire, sans pour autant y persévérer sans se « spécialiser ».
 D’autre part, Maiorescu entame son œuvre dans une époque de transition vers un modèle culturel européen moderne, caractérisée par une certaine anomie. La faible manifestation du critère esthétique avait ouvert la voie aux velléitaires.
 L’intervention de Maiorescu est déterminée par deux nécessités: celle d’un drainage littéraire (dans le camp de la création) et celle de l’institution de critères de valorisation (dans le camp de la réception). Entamée par l’étude Essai critique…(1867), son opération de délimitation du spécifique littéraire prend la forme définitive dans l’étude Les comédies de monsieur Caragiale (1885).
 En affirmant la gratuité de l’art, en dissociant le beau des autres valeurs et en préconisant la primauté du critère esthétique dans l’évaluation de l’art, Maiorescu fonde la critique esthétique dans la littérature roumaine. Il était donc inévitable, au moins dans sa première étape, que son esthétique soit législative et sa critique normative. La critique des formes sans fond est suivie de près, dans le domaine de la littérature, par l’affirmation de la nouvelle direction (junimiste), qu’en 1871 Maiorescu présente aux lecteurs de la revue Convorbiri literare. C’est ce qu’on appelle la critique de direction, appliquée alors pour la première fois de manière systématique et avec des arguments solides. « La nouvelle direction, à la différence de celle qui est vieille et désuète, se caractérise par le sentiment naturel, par la vérité, par la compréhension des idées que tout le monde désire voir éclore dans les civilisations occidentales, en même temps que par la conservation et même l’accentuation de l’élément national ».
 Pour Maiorescu, la nouvelle orientation était incarnée par : Alecsandri, Eminescu, Bodnarescu, Matilda Cugler-Poni, Th. Serbanescu, D. Petrino –en poésie  ; A. Odobescu, Iacob Negruzzi, N.Gane –dans la prose littéraire; Slavici, A.D. Xenopol, P.P. Carp, Gh. Panu, Th. Rosetti dans la prose scientifique (archéologie, histoire, philosophie). À part les deux premiers, les autres apparaissent aux yeux de la postérité comme des écrivains mineurs.

### La critique des grands écrivains
La troisième étape de son activité, de 1885 à 1895, se remarque en particulier par la rédaction de quelques études fondamentales sur la littérature roumaine, en premier chef, sur Caragiale et sur Eminescu. Par ces études-là il fait preuve d’une intuition exceptionnelle, car c’est le premier à donner du contour, dans la conscience intellectuelle de l’époque, à l’image de ces deux classiques de la littérature roumaine.

#### Ion Luca Caragiale
Les comédies de monsieur Caragiale, étude parue en 1885, constitue le premier éloge prestigieux apporté au dramaturge, déjà auteur à ce moment-là des grandes comédies, qui « méritent, sans exception, d’être connues, et selon nous, louées ». Remarque d’autant plus significative qu’à l’époque, les pièces de Caragiale étaient loin d’être appréciées à l’unanimité.

#### Mihai Eminescu
Maiorescu est le critique qui a découvert Eminescu : en 1870, ce dernier était, en fait, un inconnu. La lecture de la première poésie envoyée de Vienne (Vénère et Madone) a le caractère d’une révélation. S’ensuivirent les lectures au sein de Junimea, la subvention reçue par Eminescu pour faire ses études à Berlin, l’obtention d’un emploi, l’hébergement chez Maiorescu, les aides inlassables reçues pendant sa maladie, la publication du volume Poésies (1873) etc. Une délicatesse infinie accompagne tous les gestes de Maiorescu. Dans l’article Eminescu et ses poésies (1889), Maiorescu fait l’exégèse de l’œuvre d’Eminescu et lui brosse un portrait moral qui s’imposera dans la conscience roumaine, sans que la critique ultérieure puisse la modifier essentiellement. Maiorescu observe et admire chez Eminescu l‘«intelligence prodigieuse », aidée par une mémoire étonnante, l’indifférence totale à l’ «événement extérieur, à la convention sociale, à la fortune ou à la misère, au rang, ou au conformisme », la «simplicité dont il faisait preuve dans toutes ses relations humaines», l’absence de vanité, le penchant pour l’étude, la lecture, la méditation, l’intérêt pour les formes les plus diverses de la culture européenne. L’Eminescu conçu par Maiorescu a pour caractéristique la «sérénité abstraite», aussi bien dans la tristesse que dans la joie, en vertu de laquelle «il cherche refuge dans un univers qui lui est plus approprié, l’univers de la poésie et de la pensée». Critiques (vol 1)

## Publications

### Volumes publiés au cours de la vie
- O cercetare critică asupra poeziei române (1867)
- În contra direcției de astăzi în cultura română (1868)
- Direcția nouă în poezia și proza română (1872)
- Comediile domnului Caragiale (1885)
- Eminescu și poeziile sale (1889)
- Povestirile lui Sadoveanu (1906)
- Poeziile lui Octavian Goga (1906)
- Retori, oratori, limbuți
- Beția de cuvinte

### Volumes publié après la mort (sélectif)
- Jurnal, se întinde pe zece volume, e cel mai lung jurnal intim din literatura română
- Scrieri de logică, restituite de Alexandru Surdu, Editura științifică și enciclopedică, 1988
- Istoria politică a României sub domnia lui Carol I ediție de Stelian Neagoe, București, Editura Humanitas, 1994
- Discursuri parlamentare cu priviri asupra dezvoltării politice a României sub domnia lui Carol I, vol.I-V, studiu introductiv, îngrijire de ediție, note și comentarii de Constantin Schifirneț, Editura Albatros, 2001-2003